# Vacation Playhouse
Vacation Playhouse è una serie televisiva statunitense in 47 episodi trasmessi per la prima volta nel corso di 5 stagioni dal 1963 al 1967.
È una serie di tipo antologico in cui ogni episodio rappresenta una storia a sé. Gli episodi sono tutti pilot di serie televisive (perlopiù sitcom) proposte alla CBS e poi non più prodotte e venivano trasmessi d'estate.

## Registi
Tra i registi sono accreditati:
- Don Taylor in 3 episodi (1964-1967)
- Jack Donohue in 2 episodi (1963-1966)
- Richard Crenna in un episodio (1965)

## Sceneggiatori
Tra gli sceneggiatori sono accreditati:
- Bill Manhoff in 2 episodi (1963-1967)
- Michael Fessier in 2 episodi (1964-1965)
- Hal Kanter in un episodio (1965)
- Richard Michaels in un episodio (1965)

## Distribuzione
La serie fu trasmessa negli Stati Uniti dal 22 luglio 1963 al 28 agosto 1967 sulla rete televisiva CBS.

## Episodi
| Stagione         | Episodi | Prima TV USA |
| ---------------- | ------- | ------------ |
| Prima stagione   | 10      | 1963         |
| Seconda stagione | 12      | 1964         |
| Terza stagione   | 12      | 1965         |
| Quarta stagione  | 8       | 1966         |
| Quinta stagione  | 5       | 1967         |